# Луций Скрибоний Либон (претор 80 года до н. э.)
Лу́ций Скрибо́ний Либо́н (лат. Lucius Scribonius Libo; умер после 70 года до н. э.) — римский политический деятель, городской претор в 80 году до н. э.
Либон принадлежал к плебейскому роду Скрибониев, представители которого, предположительно, в III веке до н. э. перебрались в Рим из одного из италийских городов. Либоны впервые упоминаются в источниках в связи с событиями Второй Пунической войны. Луций носил тот же преномен, что и его отец. Предположительно именно он упоминается в нескольких латинских надписях как патрон Клавдия и строитель базилики в этом городе. В конце 90-х годов до н. э. Либон был квестором в Сицилии, а в 80 году занимал должность городского претора Рима (praetor urbanus).
Благодаря одному эпиграфическому источнику (CIL VI 31276) известно, что Либон был женат на некой Сентии — предположительно дочери претора 94 года до н. э. Гая Сентия. Его детьми были:
- Луций Скрибоний Либон, консул 34 года до н. э.[2];
- Скрибония, жена Августа и мать Юлии Старшей[2].